# Nở ngày

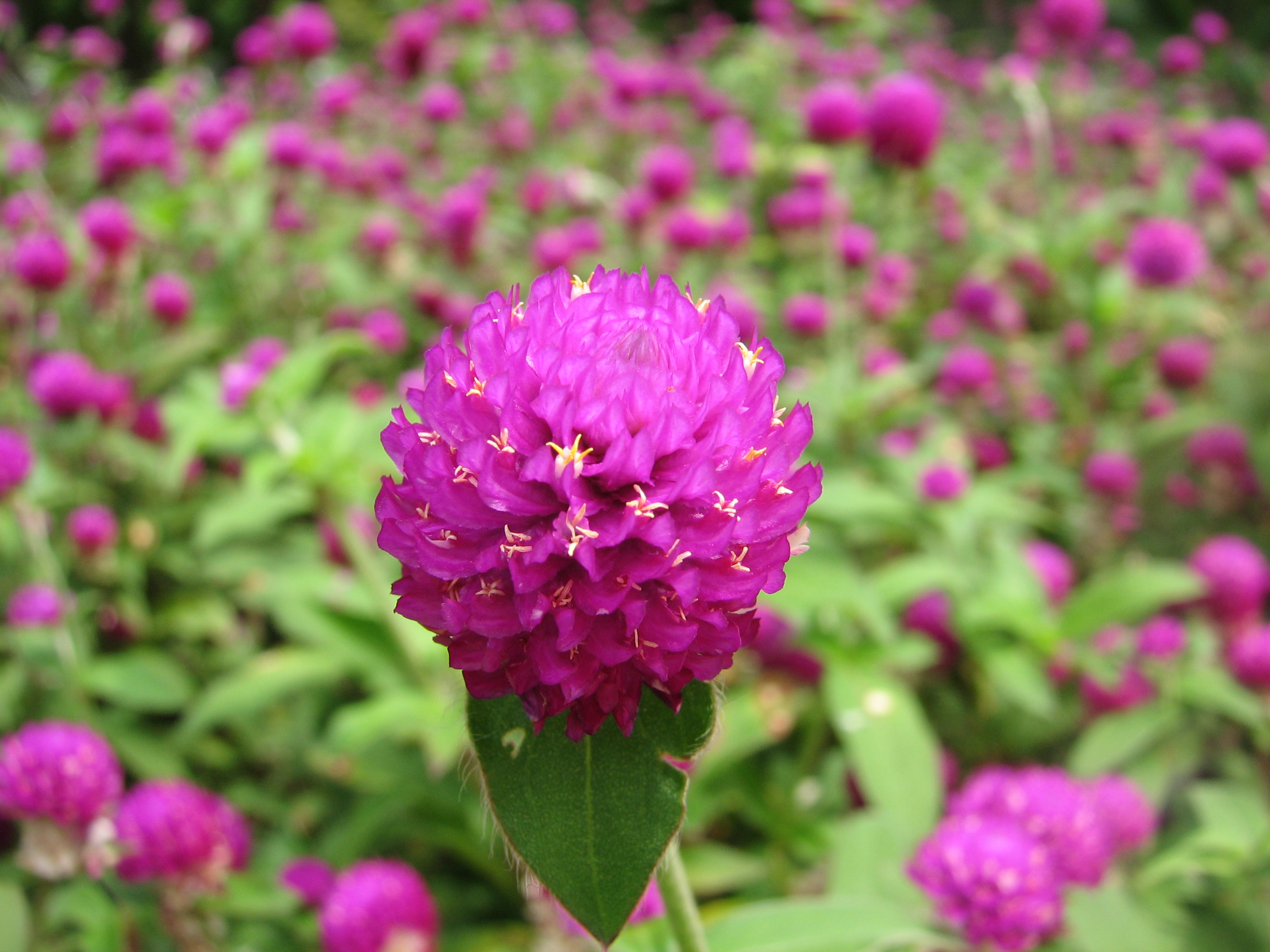
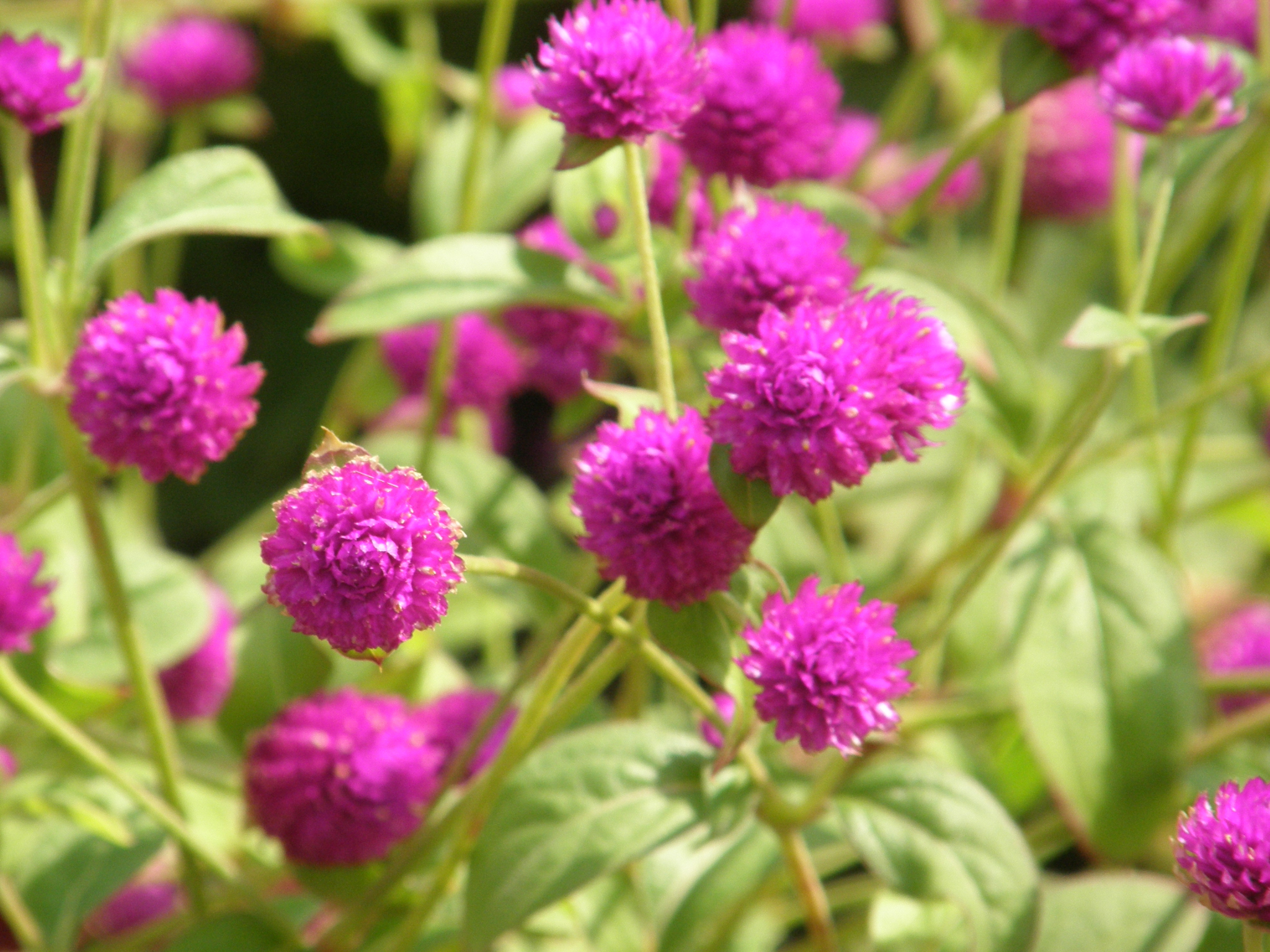
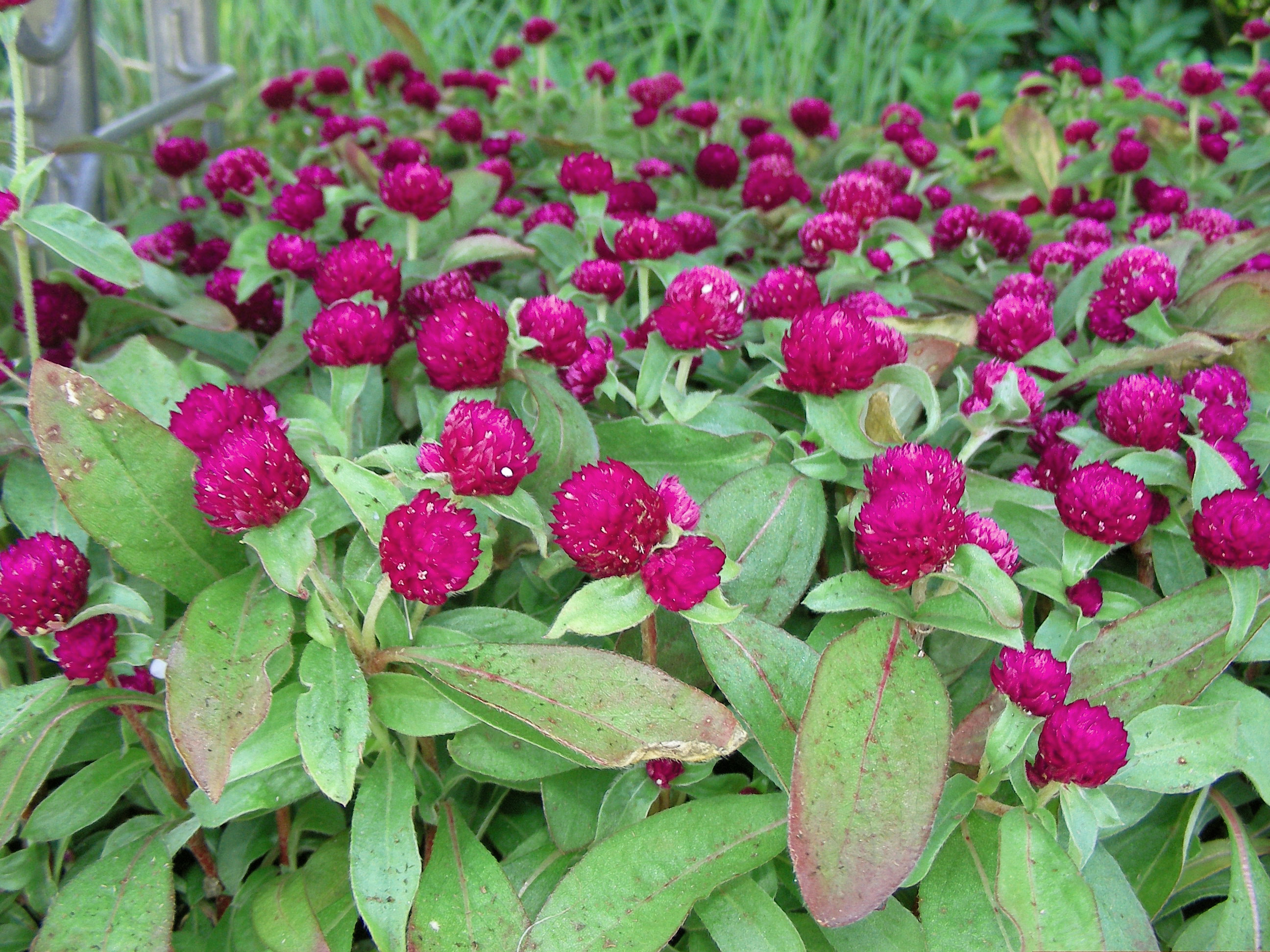
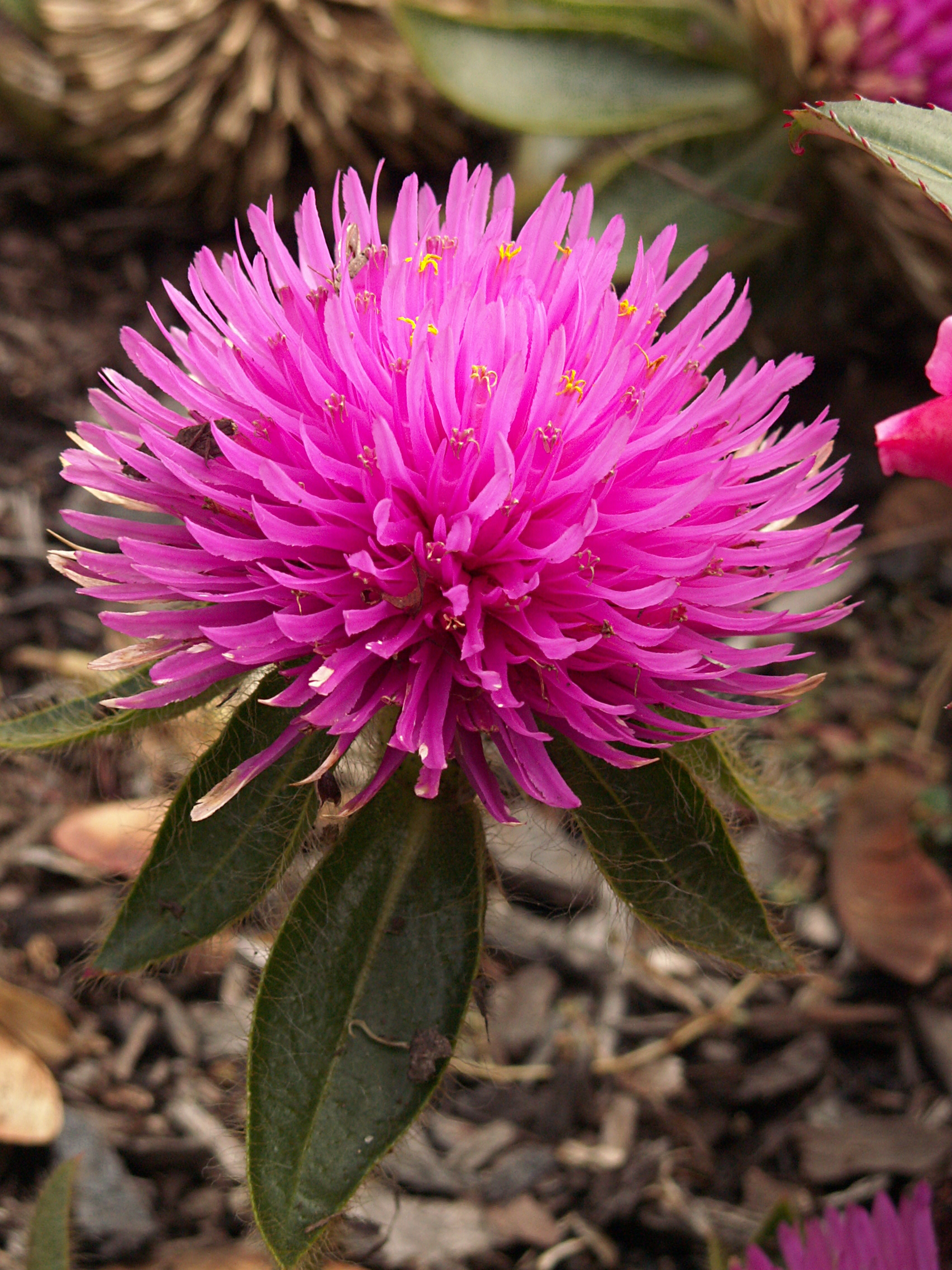
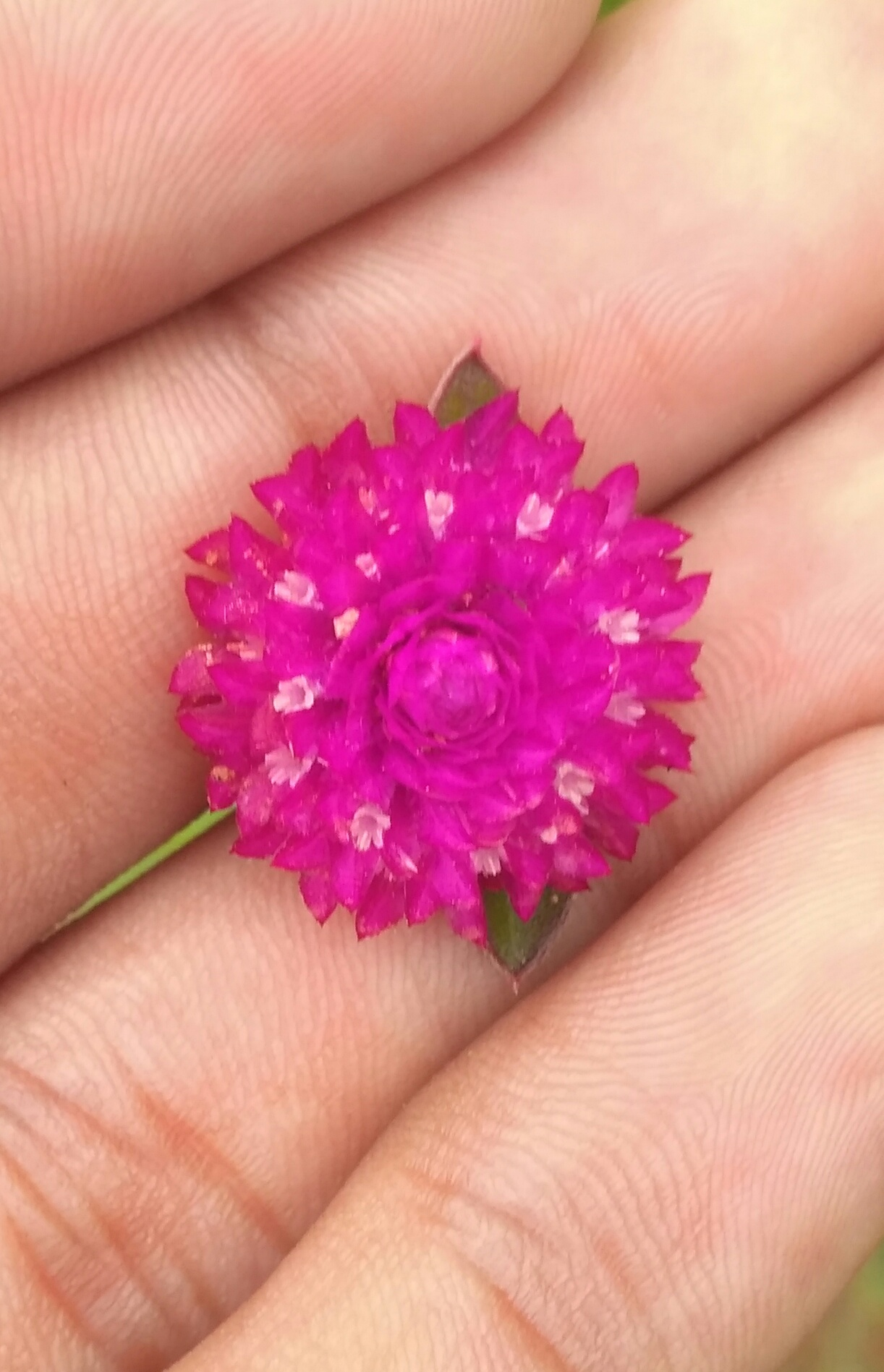

Nở ngày hay còn gọi là Bách nhật, Bạch nhật, Cúc bách nhật, Hoa bi (danh pháp khoa học: Gomphrena globosa) là loài thực vật có hoa thuộc họ Dền. Loài này được L. miêu tả khoa học đầu tiên năm 1753.
Chúng là một loài thân thảo nhiều năm, cao đến 40–60 cm. Thân phù ở mắt. Lá đơn mọc đối, phiến lá hình bầu dục hoặc tròn dài có đuôi lá thon. Cuống lá dài từ 0,5–1 cm. Hoa tự đầu tròn hoặc bầu dục. Tràng hoa màu trắng, đỏ hoặc hồng, tím hoa cà.